# Nikola & Fattiglapparna
Nikola & Fattiglapparna é o terceiro álbum solo do cantor sueco, Nikola Sarcevic.Lançado oficialmente no dia 3 de Março de 2010, é o primeiro álbum do cantor , feito totalmente em língua sueca.
O álbum contém uma variedade de gêneros, mas em sua maior parte se concentra em torno de folk-rock e pop, em contraste com o trabalho de Sarcevic com a banda de punk rock Millencolin.

## Faixas
1. Bocka Av
2. Mitt Örebro
3. Tro
4. Sämre Lögnare
5. Tappa Tempo
6. På Väg
7. Kommunicera
8. Det mesta talar nog för att vi kommer skiljas
9. Hemstad
10. Upp på Tybble Torg
11. Utan Dig